# Qualificazioni alla Coppa dei Caraibi 1993
Sono elencate di seguito le date e i risultati per le qualificazioni alla Coppa dei Caraibi 1993.

## Formula
22 membri CFU: 8 posti disponibili per la fase finale. La Giamaica (come paese ospitante) e Trinidad e Tobago (come campione in carica) sono qualificati direttamente.
Rimangono 20 squadre per 6 posti disponibili per la fase finale: si suddividono in sei gruppi di qualificazione (due gruppi composti da quattro squadre e quattro gruppi composti da tre squadre).
Ogni squadra gioca partite di sola andata: la prima classificata di ogni gruppo si qualifica alla fase finale.

## Gruppo 1
| Saint George's | Grenada | 1 – 1 | Dominica | Grenada National Stadium |

| Saint George's | Saint Lucia | 1 – 0 | Saint Vincent e Grenadine | Grenada National Stadium |

| Saint George's | Grenada | 1 – 1 | Saint Vincent e Grenadine | Grenada National Stadium |

| Saint George's | Saint Lucia | 4 – 2 | Dominica | Grenada National Stadium |

| Saint George's | Grenada | 0 – 1 | Saint Lucia | Grenada National Stadium |

| Saint George's | Saint Vincent e Grenadine | 2 – 0 | Dominica | Grenada National Stadium |

| Pos | Squadra                   | P.ti | G | V | N | P | GF | GS | DR |
| --- | ------------------------- | ---- | - | - | - | - | -- | -- | -- |
| 1   | Saint Lucia               | 6    | 3 | 3 | 0 | 0 | 6  | 2  | +4 |
| 2   | Saint Vincent e Grenadine | 3    | 3 | 1 | 1 | 1 | 3  | 2  | +1 |
| 3   | Grenada                   | 2    | 3 | 0 | 2 | 1 | 2  | 3  | -1 |
| 4   | Dominica                  | 1    | 3 | 0 | 1 | 2 | 3  | 7  | -4 |

Saint Lucia qualificata alla fase finale. Saint Vincent e Grenadine qualificata alla fase finale al posto del Suriname per ragioni ignote.

## Gruppo 2
| Georgetown 11 marzo 1993                        | Porto Rico | 1 – 0 | Barbados | Georgetown Football Stadium |
| \| \| \| \| \| Danny Mueller \| Marcatori \| \| |            |       |          |                             |
|                                                 |            |       |          |                             |
| Danny Mueller                                   | Marcatori  |       |          |                             |

| Georgetown 11 marzo 1993 | Guyana | 3 – 2 | Isole Cayman | Georgetown Football Stadium |

| Georgetown 12 marzo 1993                                     | Porto Rico | 2 – 0 | Guyana | Georgetown Football Stadium |
| \| \| \| \| \| Danny Mueller Brian Conlon \| Marcatori \| \| |            |       |        |                             |
|                                                              |            |       |        |                             |
| Danny Mueller Brian Conlon                                   | Marcatori  |       |        |                             |

| Georgetown 12 marzo 1993                                     | Barbados  | 6 – 1 | Isole Cayman | Georgetown Football Stadium |
| \| \| \| \| \| Trevor Thorne Tyrone White \| Marcatori \| \| |           |       |              |                             |
|                                                              |           |       |              |                             |
| Trevor Thorne Tyrone White                                   | Marcatori |       |              |                             |

| Georgetown 14 marzo 1993                                   | Porto Rico | 4 – 0 | Isole Cayman | Georgetown Football Stadium |
| \| \| \| \| \| Brian Conlon Mark Lugris \| Marcatori \| \| |            |       |              |                             |
|                                                            |            |       |              |                             |
| Brian Conlon Mark Lugris                                   | Marcatori  |       |              |                             |

| Georgetown 14 marzo 1993                                     | Barbados  | 3 – 0 | Guyana | Georgetown Football Stadium |
| \| \| \| \| \| Tyrone White Trevor Thorne \| Marcatori \| \| |           |       |        |                             |
|                                                              |           |       |        |                             |
| Tyrone White Trevor Thorne                                   | Marcatori |       |        |                             |

| Pos | Squadra      | P.ti | G | V | N | P | GF | GS | DR  |
| --- | ------------ | ---- | - | - | - | - | -- | -- | --- |
| 1   | Porto Rico   | 6    | 3 | 3 | 0 | 0 | 7  | 0  | +7  |
| 2   | Barbados     | 4    | 3 | 2 | 0 | 1 | 9  | 2  | +7  |
| 3   | Guyana       | 2    | 3 | 1 | 0 | 2 | 3  | 7  | -4  |
| 4   | Isole Cayman | 0    | 3 | 0 | 0 | 3 | 3  | 13 | -10 |

Porto Rico qualificata alla fase finale.

## Gruppo 3
| Pos | Squadra          | P.ti     | G        | V        | N        | P        | GF       | GS       | DR       |
| --- | ---------------- | -------- | -------- | -------- | -------- | -------- | -------- | -------- | -------- |
| 1   | Suriname         | 0        | 0        | 0        | 0        | 0        | 0        | 0        | 0        |
| -   | Aruba            | Ritirato | Ritirato | Ritirato | Ritirato | Ritirato | Ritirato | Ritirato | Ritirato |
| -   | Antille Olandesi | Ritirato | Ritirato | Ritirato | Ritirato | Ritirato | Ritirato | Ritirato | Ritirato |

Suriname si qualificò dopo i ritiri di Aruba e Antille Olandesi, ma venne poi sostituito da Saint Vincent e Grenadine per ragioni ignote.

## Gruppo 4
| The Valley | Anguilla | 0 – 4 | Antigua e Barbuda | Webster Park |

| The Valley | Sint Maarten | 1 – 0 | Antigua e Barbuda | Webster Park |

| The Valley | Anguilla | 0 – 1 | Sint Maarten | Webster Park |

| Pos | Squadra           | P.ti | G | V | N | P | GF | GS | DR |
| --- | ----------------- | ---- | - | - | - | - | -- | -- | -- |
| 1   | Sint Maarten      | 4    | 2 | 2 | 0 | 0 | 2  | 0  | +2 |
| 2   | Antigua e Barbuda | 2    | 2 | 1 | 0 | 1 | 4  | 1  | +3 |
| 3   | Anguilla          | 0    | 2 | 0 | 0 | 2 | 0  | 5  | -5 |

Sint Maarten qualificata alla fase finale.

## Gruppo 5
| Basseterre | Saint Kitts e Nevis | 2 – 2 | Rep. Dominicana | Warner Park Stadium |

| Basseterre | Rep. Dominicana | 3 – 1 | Isole Vergini Britanniche | Warner Park Stadium |

| Basseterre | Saint Kitts e Nevis | 5 – 1 | Isole Vergini Britanniche | Warner Park Stadium |

| Pos | Squadra                   | P.ti | G | V | N | P | GF | GS | DR |
| --- | ------------------------- | ---- | - | - | - | - | -- | -- | -- |
| 1   | Saint Kitts e Nevis       | 3    | 2 | 1 | 1 | 0 | 7  | 3  | +4 |
| 2   | Rep. Dominicana           | 3    | 2 | 1 | 1 | 0 | 5  | 3  | +2 |
| 3   | Isole Vergini Britanniche | 0    | 2 | 0 | 0 | 2 | 2  | 8  | -6 |

Saint Kitts e Nevis qualificata alla fase finale.

## Gruppo 6
| Fort-de-France | Martinica | 2 – 1 | Guyana francese | Stade d'Honneur de Dillon |

| Caienna | Guyana francese | 2 – 1 | Guadalupa | Stade de Baduel |

| Basse-Terre | Guadalupa | 1 – 4 | Martinica | Stade St. Claude |

| Pos | Squadra         | P.ti | G | V | N | P | GF | GS | DR |
| --- | --------------- | ---- | - | - | - | - | -- | -- | -- |
| 1   | Martinica       | 4    | 2 | 2 | 0 | 0 | 6  | 2  | +4 |
| 2   | Guyana francese | 2    | 2 | 1 | 0 | 1 | 3  | 3  | 0  |
| 3   | Guadalupa       | 0    | 2 | 0 | 0 | 2 | 2  | 6  | -4 |

Martinica qualificata alla fase finale.